# AeroLites
AeroLites Inc. ist ein amerikanischer Flugzeughersteller mit Sitz in Welsh, Louisiana. Seit mindestens 1984 im Geschäft, ist der Präsident der Firma Daniel J. Rochè. Das Unternehmen ist spezialisiert auf die Entwicklung und Herstellung von Leichtflugzeugen in Form von Plänen und Bausätzen für den Amateurbau.
Das Firmenmotto ist „Innovators of Aviation Efficiency“.
Das Unternehmen bietet drei Flugzeugdesigns an, das einsitzige ultraleichte Landwirtschaftsflugzeug AeroLites AeroMaster AG, das zweisitzige amphibische AeroLites AeroSkiff und das einsitzige AeroLites Bearcat. Alle drei Entwürfe betonen die Einfachheit und Leichtigkeit der Konstruktion. Das AeroSkiff ist auch komplett montiert erhältlich.
Die Bearcat wurde 1984 eingeführt und bis 1998 meldete das Unternehmen, dass es insgesamt 17 Flugzeuge aller drei Modelle verkauft hatte, darunter 11 Bearcats.